# Lachaussée-du-Bois-d’Écu
Lachaussée-du-Bois-d’Écu ist eine französische Gemeinde mit 184 Einwohnern (Stand 1. Januar 2022) im Département Oise in der Region Hauts-de-France. Die Gemeinde liegt im Arrondissement Beauvais und ist Teil der Communauté d’agglomération du Beauvaisis und des Kantons Saint-Just-en-Chaussée.

## Geographie
Die ländliche Gemeinde liegt an der Départementsstraße D625, die dem Verlauf eines Abschnitts der Chaussée Brunehaut und der Römerstraße von Amiens nach Beauvais folgt, auf der Hochfläche des Plateau Picard rund 10,5 km südöstlich von Crèvecœur-le-Grand und 3,5 km westlich von Froissy. Sie erstreckt sich im Osten bis über die Autoroute A16 hinaus. Von 1891 bis 1939 (oder 1953) bediente eine Sekundärbahn, die Meterspurbahn von Estrées-Saint-Denis über Froissy nach Crèvecœur-le-Grand, die Gemeinde.

## Geschichte
Das Schloss wurde 1592 zerstört.

## Einwohner
| 1962 | 1968 | 1975 | 1982 | 1990 | 1999 | 2006 | 2011 |
| ---- | ---- | ---- | ---- | ---- | ---- | ---- | ---- |
| 167  | 157  | 148  | 139  | 144  | 166  | 192  | 213  |

## Verwaltung
Bürgermeister (maire) ist seit 2008 Bruno Gruel.

## Sehenswürdigkeiten
- 1829 wiederaufgebaute Kirche Sainte-Restitude und Saint-Leu mit Glasfenstern aus dem 16. Jahrhundert[1]

## Persönlichkeiten
- Diogène Maillart (1840–1926), französischer Maler, hier geboren.